# Індуктивний зарядний майданчик

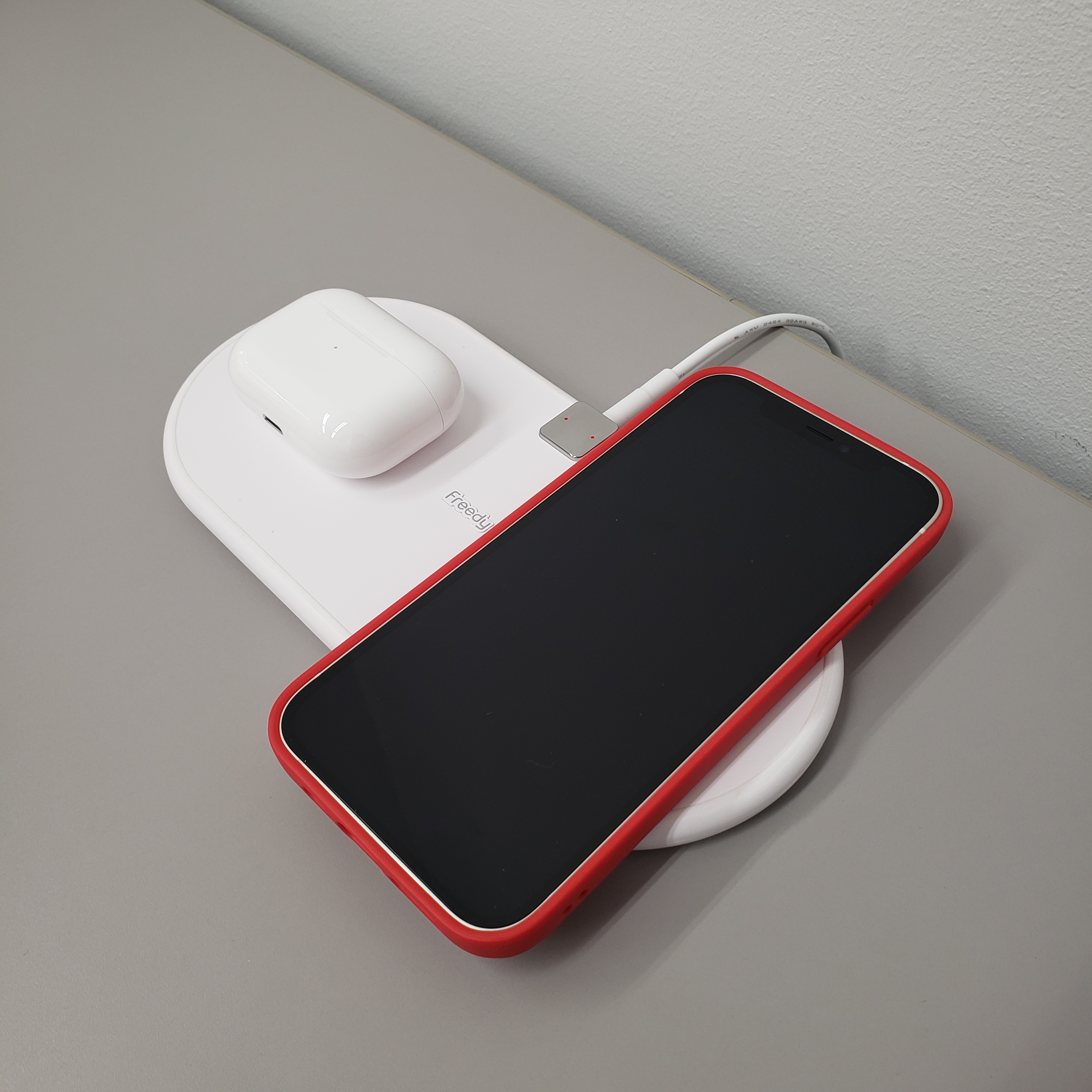
Індуктивний зарядний майданчик

Індуктивний зарядний майданчик, Індуктивне заряджання (також відоме як бездротове заряджання) — це тип бездротової передачі енергії.

## Загальний опис
Індуктивний зарядний майданчик використовує електромагнітну індукцію для забезпечення електроенергією портативних пристроїв. Індукційна зарядка також використовується в транспортних засобах, електроінструментах, електричних зубних щітках і медичних пристроях. Портативне обладнання можна розмістити поблизу зарядної станції чи індуктивної панелі без необхідності точного вирівнювання або електричного контакту з док-станцією чи вилкою.
Індуктивне заряджання названо так тому, що воно передає енергію за допомогою індуктивного зв'язку. Спочатку змінний струм проходить через індукційну котушку в зарядній станції або майданчику. Рухомий електричний заряд створює магнітне поле, сила якого коливається через коливання амплітуди електричного струму. Це мінливе магнітне поле створює змінний електричний струм в індукційній котушці портативного пристрою, який, у свою чергу, проходить через випрямляч, щоб перетворити його на постійний струм. Нарешті, постійний струм заряджає акумулятор або забезпечує робоче живлення.
Більшої відстані між передавальною та приймальною котушками можна досягти, коли система індуктивного заряджання використовує резонансний індуктивний зв'язок, де до кожної індукційної котушки додається конденсатор для створення двох LC-ланцюгів із певною резонансною частотою. Частота змінного струму узгоджується з резонансною частотою, і частота вибирається залежно від відстані, необхідної для максимальної ефективності. Останні вдосконалення цієї резонансної системи включають використання рухомої передавальної котушки (тобто встановленої на підйомній платформі або кронштейні) та використання інших матеріалів для приймальної котушки, таких як посріблена мідь або іноді алюміній, щоб мінімізувати вагу та зменшити опір через скін-ефект.

## Інтернет-ресурси
- How Inductors Work
- How Electric Toothbrushes Recharge Using Inductors
- Wireless Electricity Is Here
- Wireless charging
- Electric Bus Rapidly Recharges Using Wireless Charge Plates at Stops [Архівовано 2016-03-07 у Wayback Machine.] — Wired
- Tesla Tower — Inductive charging in year 1900
- Wireless Qi Charger, DiodeGoneWild on YouTube 16 August 2017